# Ida May Park
Ida May Park (Los Angeles, 28 dicembre 1879 – Los Angeles, 13 giugno 1954) è stata una sceneggiatrice e regista cinematografica statunitense.

## Biografia
Nata a Los Angeles nel 1879, cominciò a scrivere per il cinema nel 1914. Nella sua carriera il suo nome appare come sceneggiatrice in una cinquantina di film. Firmò la regia di quattordici pellicole. Era sposata con il regista di origine canadese Joseph De Grasse (1873 – 1940), membro fondatore della Motion Picture Directors Association, quella che poi diventò la Directors Guild of America.
Ida May Park fu una delle prime donne registe di Hollywood. Morì nel 1954, all'età di 74 anni.

## Filmografia
La filmografia è completa.

### Sceneggiatrice
- A Gypsy Romance, regia di Wallace Reid (1914)
- The Man Within, regia di Wallace Reid - cortometraggio (1914)
- Her Bounty, regia di Joseph De Grasse (1914)
- All for Peggy, regia di Joseph De Grasse (1915)
- A Man and His Money, regia di Joseph De Grasse - cortometraggio (1915)
- The Grind, regia di Joseph De Grasse - cortometraggio (1915)
- The Girl of the Night, regia di Joseph De Grasse (1915)
- Unlike Other Girls, regia di Joseph De Grasse (1915)
- The Dancer, regia di Charles Giblyn - cortometraggio (1915)
- When Love Is Love, regia di Henry MacRae (1915)
- One Man's Evil, regia di Joseph De Grasse (1915)
- Simple Polly, regia di Joseph De Grasse (1915)
- Vanity, regia di Joseph De Grasse - cortometraggio (1915)
- Steady Company, regia di Joseph De Grasse (1915)
- Bound on the Wheel, regia di Joseph De Grasse (1915)
- Betty's Bondage, regia di Joseph De Grasse (1915)
- Mountain Justice, regia di Joseph De Grasse (1915)
- Quits, regia di Joseph De Grasse (1915)
- Alas and Alack, regia di Joseph De Grasse (1915)
- A Mother's Atonement, regia di Joseph De Grasse (1915)
- Lon of Lone Mountain, regia di Joseph De Grasse (1915)
- The Millionaire Paupers, regia di Joseph De Grasse (1915)
- Father and the Boys, regia di Joseph De Grasse (1915)
- Dolly's Scoop, regia di Joseph De Grasse (1916)
- The Grip of Jealousy, regia di Joseph De Grasse (1916)
- Tangled Hearts, regia di Joseph De Grasse - soggetto e sceneggiatura (1916)
- The Gilded Spider, regia di Joseph De Grasse (1916)
- Bobbie of the Ballet, regia di Joseph De Grasse (1916)
- The Grasp of Greed, regia di Joseph De Grasse (1916)
- If My Country Should Call, regia di Joseph De Grasse (1916)
- The Place Beyond the Winds, regia di Joseph De Grasse (1916)
- The Price of Silence, regia di Joseph De Grasse (1916)
- The Piper's Price, regia di Joseph De Grasse (1917)
- Hell Morgan's Girl, regia di Joseph De Grasse (1917)
- The Girl in the Checkered Coat, regia di Joseph De Grasse (1917)
- The Flashlight, regia di Ida May Park (1917)
- Fires of Rebellion, regia di Ida May Park (1917)
- The Rescue, regia di Ida May Park (1917)
- The Grand Passion, regia di Ida May Park (1918)
- Broadway Love, regia di Ida May Park (1918)
- Nelle spire del fato (The Risky Road), regia di Ida May Park (1918)
- A Model's Confession, regia di Ida May Park (1918)
- Bread, regia di Ida May Park (1918)
- The Vanity Pool, regia di Ida May Park (1918)
- Matrimonio d'oltre tomba (The Amazing Wife), regia di Ida May Park (1919)
- The Midlanders, regia di Ida May Park (1920)
- The Butterfly Man, regia di Ida May Park e Louis J. Gasnier (1920)
- The Hidden Way, regia di Joseph De Grasse (1926)
- Playthings of Hollywood, regia di William A. O'Connor (1930)

### Regista
- The Flashlight (1917)
- Fires of Rebellion (1917)
- The Rescue (1917)
- The Bondage (1917)
- The Grand Passion (1918)
- Broadway Love (1918)
- Nelle spire del fato (The Risky Road) (1918)
- A Model's Confession (1918)
- Bread (1918)
- The Vanity Pool (1918)
- Matrimonio d'oltre tomba (The Amazing Wife) (1919)
- The Midlanders (1920)
- The Butterfly Man, co-regia di Louis J. Gasnier (1920)
- Bonnie May (1920)